# Skylloúra
Skylloúra (turkiska: Yılmazköy) är en ort i Cypern.   Den ligger i distriktet Eparchía Lefkosías, i den centrala delen av landet, 19 km väster om huvudstaden Nicosia. Skylloúra ligger 146 meter över havet och antalet invånare är 953. Den ligger på ön Cypern.
Terrängen runt Skylloúra är platt söderut, men norrut är den kuperad.Trakten runt Skylloúra är tätbefolkad, med 356 invånare per kvadratkilometer. Närmaste större samhälle är Nicosia, 19,0 km öster om Skylloúra. Trakten runt Skylloúra är i huvudsak ett öppet busklandskap.